# 中根香亭

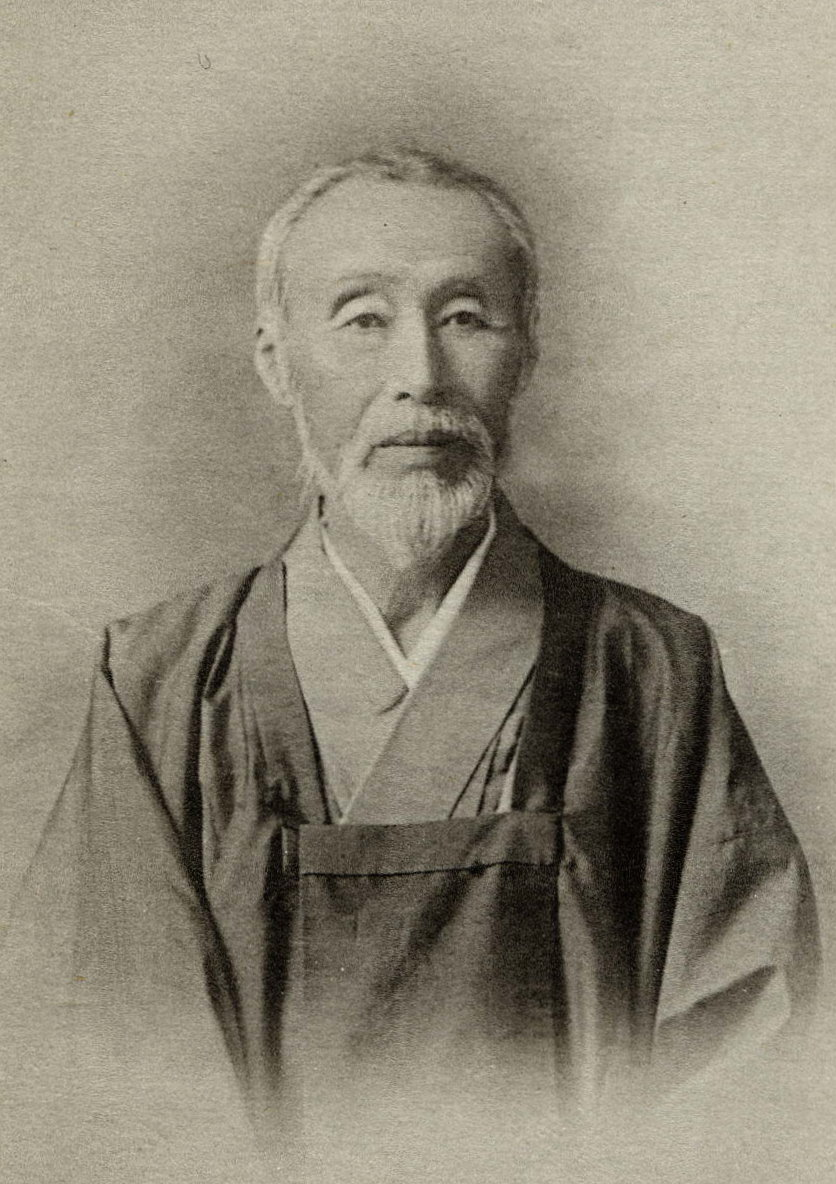
中根香亭68歳

中根 香亭（なかね こうてい、天保10年2月12日（1839年3月26日） - 大正2年（1913年）1月20日）は、江戸時代末期から明治時代初期にかけての日本の漢学者、随筆家。名は淑（きよし）、字は君艾。幼名は造酒（みき）。号に香亭、迷花生などがある。本姓は曾根であり、その祖先は甲斐源氏にさかのぼるという。父は曾根直（字は繩卿）、母は朝川氏。儒者の朝川善庵は外祖父にあたる。伊庭八郎の親友としても知られる。

## 生涯
江戸の下谷長者町（現東京都台東区上野）に生まれる。幼時より中根氏の養子となる。若い頃は心形刀流剣術を伊庭秀業に学ぶ。安政年間に脚疾を患って武術から遠ざかり、儒学を亀田綾瀬門下の清水純斎、一絃琴を真鍋蓁斎に教わるほかは決まった師につかず自習した。
1864年に幕臣として長州征討に従軍し大坂に行く。1866年6月に徒目付として広島に遠征。その年の暮れに陸軍差図役勤方に転任。大政奉還後（1867年）の冬には、第7連隊に所属し兵庫・大阪を経て鳥羽・伏見の戦いに参加して負傷した。紀州から軍艦で江戸に戻り、勝海舟の指揮下に入る。しかし勝に軍事掛として戦意がないのにあきたらず、軍事掛の副長であった多賀上総守に従い、8月には軍艦に乗りこむが暴風により銚子の黒生浦に上陸を余儀なくされ江戸に帰る。1868年に友人の乙骨太郎乙の従者として駿河に至り、できたばかりの沼津兵学校の教官となる。1873年に新政府に徴されて陸軍参謀局に出仕、陸軍少佐に任命された。1874年の佐賀の乱では征討軍の参謀少佐を務めた。
1876年の冬に病により辞職する。文部省に奏任編纂官として勤務し、そこで依田学海と知り合っている。
1885年頃、当時の有力な出版社･金港堂に招かれ、総支配人兼編輯長といった立場になる。香亭は新文学の紹介に力を入れ、1887年には二葉亭四迷『浮雲』、翌年には田辺龍子『藪の鶯』と山田美妙の小説集『夏木立』を発表し、さらに金港堂の新雑誌『都の花』に、幸田露伴の『露団々』を掲載する。
妻と息子に先立たれてからは居を定めず各地を遊歴し、最晩年に静岡県興津に寓居する。1913年の1月に病を患ってまもなく逝去した。享年75。遺言により興津の浜で火葬を営み、遺骨を残さなかった。墓所は染井霊園。

## 文事
当時の武士としては晩学であったが、その趣味は書画･俳句･謡曲・和歌･天文と多方面にわたる。渋江抽斎の妻･五百が香亭の『兵要日本地理小誌』を「文が簡潔でよい」という理由で常に座右においたという。森銑三は香亭の詩文を「高士の文学」と評した。

## 著書
- 『兵要日本地理小誌』（1873年）
- 『慶安小史』（1876年）
- 『日本文典』（1877年）
- 『香亭雅談』（1886年）
- 『新撰漢文読本』（1891年）
- 『頭書平治物語』（1892年）
- 『行脚非詩集』（1905年）
- 『歌謡学数考』（1908年）
- 『香亭蔵草』（1913年）
- 『香亭遺文』（1916年）